# Capranica
Pour les articles homonymes, voir Capranica (homonymie).
Capranica est une commune italienne de la province de Viterbe, dans la région Latium.

## Administration
| Période                                  | Période | Identité | Étiquette | Qualité |
| ---------------------------------------- | ------- | -------- | --------- | ------- |
|                                          |         |          |           |         |
| Les données manquantes sont à compléter. |         |          |           |         |

## Personnalités liées à Capranica
- Apollonio de' Bonfratelli : enlumineur romain du XVIe siècle originaire de Capranica
- Galileo Nicolini
- Famiano Nardini

### Communes limitrophes
Barbarano Romano, Bassano Romano, Ronciglione, Sutri, Vejano, Vetralla